# Kaelble
Das deutsche Unternehmen Kaelble aus Backnang war ein Baumaschinen-, Motoren- und Nutzfahrzeughersteller und vor allem durch seine Zugmaschinen für Straßenroller, Muldenkipper und Planierraupen bekannt. Ab 2002 war Kaelble unter dem Namen TEREX-Kaelble ein Unternehmensbereich der Terex GmbH. 2010 übernahm die Atlas Maschinen GmbH alle Kaelble-Anteile.

Kaelble-Emblem

## Entstehung

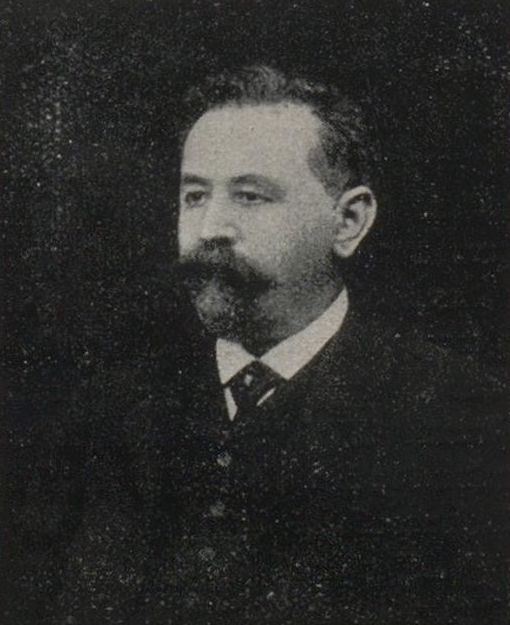
Firmengründer Gottfried Kaelble

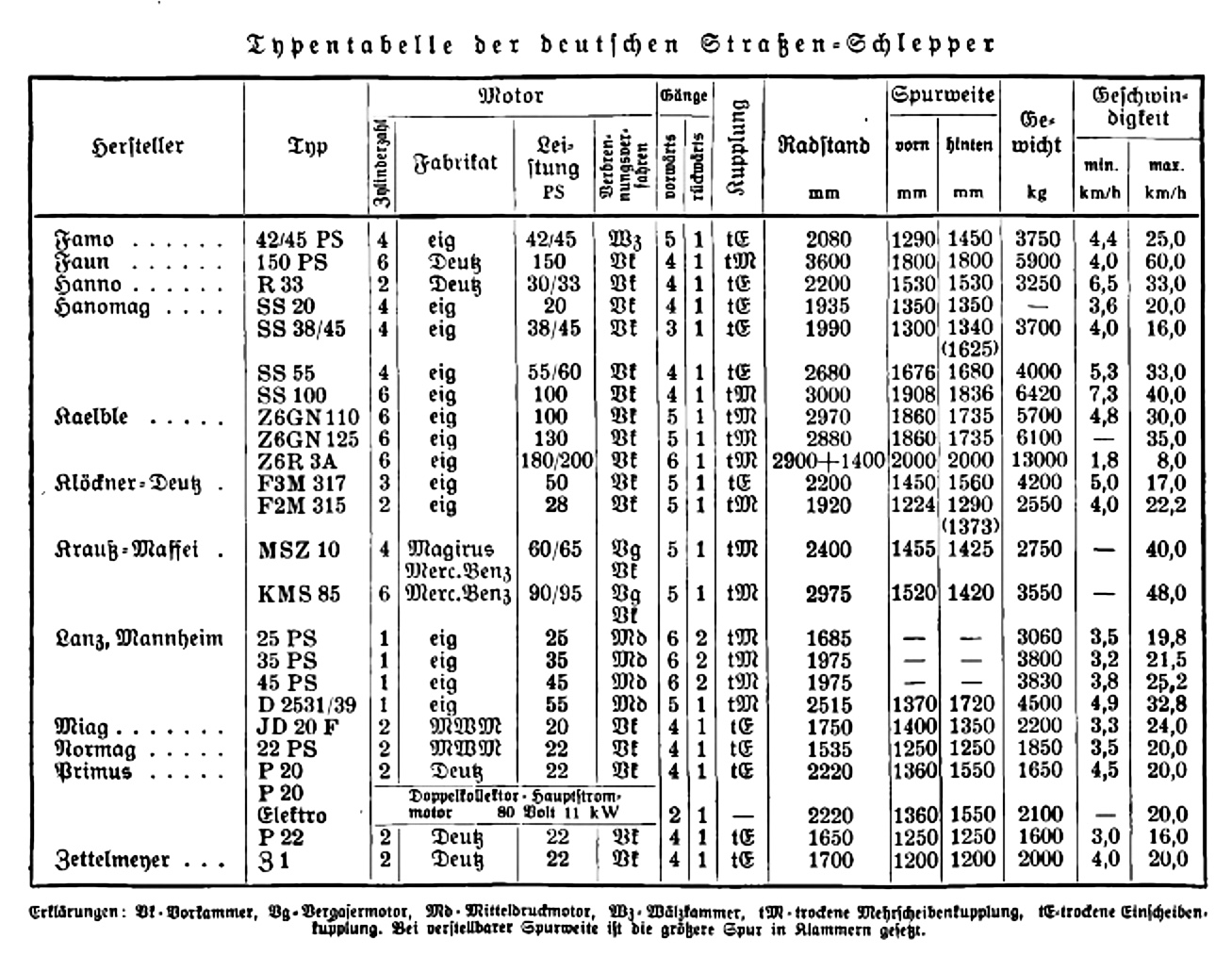
Technische Daten von Kaelble Strassenschleppern

Das Unternehmen wurde 1884 in Cannstatt als Reparaturwerkstatt für Gerberei- und Dampfmaschinen von Caroline und Gottfried Kaelble gegründet. Fünf Jahre nach dem Umzug von Cannstatt nach Backnang im Jahr 1895 wurde mit der Produktion von Maschinen begonnen. Konstrukteur war der Sohn Carl Kaelble, eines von elf Kindern der Familie. 1905 begann die Produktion von selbstfahrenden Steinbrechern, und im Jahr 1907 baute Gottfried Kaelble mit seinen beiden Söhnen Carl und Hermann den ersten Lastkraftwagen mit einem selbst entwickelten Motor auf einem Fahrgestell des Steinbrechers. Der Lkw wurde für den eigenen Werkverkehr eingesetzt. Ab 1908 wurden Motorstraßenwalzen gebaut und das Unternehmen in eine OHG umgewandelt. Nach dem Tod seines Vaters Gottfried Kaelble übernahm Carl Kaelble 1911 die Geschäftsleitung. Bereits 1912 wurde mit der Maschinenfabrik Carl Metz, einem bekannten Hersteller von Löschfahrzeugen, zu 100 % die erste Übernahme realisiert. Das Unternehmen blieb aber eigenständig und wurde zur „Carl Metz GmbH“. Während des Ersten Weltkriegs wurden vor allem schwere Zugmaschinen für die Artillerie gebaut.
Ab 1925 begann der dauerhafte Einstieg in den Nutzfahrzeugbau mit schweren Zugmaschinen. Kaelble stellte mit der „Z1“ die erste Diesel-Zugmaschine der Welt vor. Carl und Hermann Kaelble gründeten zusammen mit Anton Gmeinder die „Gmeinder & Co. GmbH“ mit Sitz in Mosbach. Am 1. Januar 1931 wurde die „Carl Kaelble OHG“ in eine GmbH umgewandelt. Als im Jahr 1933 die Deutsche Reichsbahn mit der Zustellung von Güterwagen mit Straßenrollern an Kunden ohne Gleisanschluss begann, wurde Kaelble Hauslieferant der benötigten Zugmaschinen. Das Unternehmen lieferte 1933 ihre ersten dreiachsigen Zugmaschinen aus, die Kaelble-Zugmaschine des Typs „Z6R“. Für den Transport der Wagen mit dem von Johann Culemeyer entwickelten Straßenroller wurden leistungsstarke Zugmaschinen benötigt; Kaelble entwickelte und baute diese nach Bedarf für die Deutsche Reichsbahn, aber auch für private Unternehmen. Für den Bereich des Schwertransports der Deutschen Reichsbahn wurden von Kaelble Zugmaschinen gebaut, wie die „Z4GR“, „Z6RL / Z6R2A100“, „Z6R“ und die Z6R3A. Bekannt waren in der Vorkriegszeit auch die Express-Zugmaschinen „Z3“ und „Z4GR“ für den innerstädtischen Verkehr. Die 1935 ausgelieferte Sattelzugmaschine S6R von Kaelble war eine spezielle Anfertigung für den Wagentransport der DRG. Im Angebot waren bei Kaelble auch Ackerschlepper wie der „Z3A“ oder Zugmaschinen für den Langholztransport wie die „ZK3“ oder „ZK4“.
Ende 1936 brachte Kaelble mit dem Typ „6,5L“ den ersten Lastkraftwagen in der 6,5-Tonnen-Fahrzeugklasse auf den Markt; dessen zulässiges Gesamtgewicht lag bei 13.000 kg. Für die Privatindustrie wurden sogenannte „Schnellzugmaschinen“ mit einer Geschwindigkeit von bis 40 km/h angeboten. Diese wurden auch von der DRG für ihren Transport von Großbehältern des „Von Haus zu Haus“-Verkehrs eingesetzt. Dafür wurden die Kaelble-Zugmaschinen des Typs „Z6G125“ und „Z6GN125“ verwendet. Für die Luftwaffe wurde ab 1935 der Flugzeugschlepper „Z2S“ sowie die Zugmaschine „Z6Wa“ mit einem 100-PS-Motor produziert. Diese Kaelble-Zugmaschine auf Basis der Z6GN110 war mit zwei Sitzen im Heck, den sogenannten Cabrio-Sitzen, ausgestattet. Für die Marine wurde die Sattelzugmaschine „SS6GN110“ und „SS6GN125“ gebaut. Für die Wehrmacht wurden ab 1939 die Zugmaschine „Z6W2A130“ mit einer Leistung von 130 PS und zwei offenen Sitzen am Fahrzeugheck produziert.
Ab 1939 wurde die Produktpalette um Planierraupen, mit der Raupe „PR125“ beginnend, erweitert. Die Kaelble PR125 war damals die größte in Europa produzierte Planierraupe, sie hatte einen Kaelble-GN125s-Motor, der 130 PS leistete. Ab 1941 musste das Unternehmen ausschließlich für die deutsche Wehrmacht produzieren. Fahrzeuge für Privatunternehmen oder die Deutsche Reichsbahn wurden nur auf Zuteilung produziert.
Nach dem Tod von Anton Gmeinder 1942 übernahm Kaelble das gemeinsame Unternehmen vollständig. Die zweite Übernahme eines Unternehmens führte dazu, dass die Carl Kaelble GmbH nun mit der Carl Metz GmbH und der Gmeinder & Co. GmbH zwei eigenständige Schwesterunternehmen führte.

## Nach 1945
Nach dem Zweiten Weltkrieg wurde wieder mit dem Bau von Zugmaschinen, Planierraupen, Lastkraftwagen und Kippern begonnen. Schon 1951 wurde die Planierraupe Kaelble PR630 als Nachfolger der PR125 entwickelt und 1952 zusammen mit der Firma Gmeinder die PR610. Die Kaelble-Gmeinder PR610 hatte zu Anfang einen Kaelble-GN110s-Motor mit 100 PS Leistung. Ab 1952 wurden auch zwei- und dreiachsige Muldenkipper hergestellt. Bekannt sind insbesondere Kipper wie der „KV 34“, „KVW 34“ und „K20“. Die angebotenen Lastkraftwagen von Kaelble, wie beispielsweise der K630K, K631L, K832L, KDV836E, wurden im Vergleich zu großen Herstellern in diesem Bereich wie Henschel, Magirus-Deutz, MAN und Mercedes-Benz nur in kleinen Stückzahlen produziert. Auch die Deutsche Bundesbahn bezog bis zur Einstellung des Straßenrollerbetriebes 1987 ihre Zugmaschinen von Kaelble, zum Beispiel die „K631“, die „KV633ZB“ und die „KV631ZRF“. Die letzten Zugmaschinen für die DB wurden 1971 ausgeliefert. Auch die Deutsche Bundespost bezog einige Fahrzeuge für den Fernmeldedienst aus Backnang, wie die „K410“, „K612“ und die 1963 ausgelieferten Zugmaschinen des Typs „KDV12Z6“.

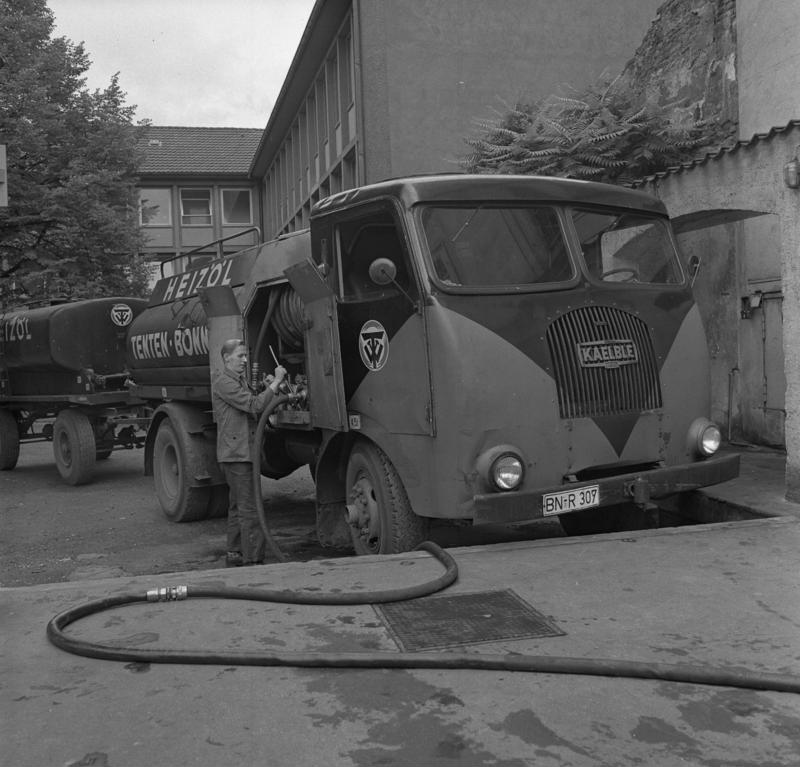
Kaelble Frontlenker
Typ: K631LF von 1951

Bereits ab 1949 wurde von Kaelble ein Frontlenker-LKW angeboten, der K630LF mit einem 150-PS-Motor. Im Jahr 1951 kam schon sein Nachfolger, ein Frontlenker des Typs „K631LF“.
Durch die restriktiven Längen- und Gewichtsbeschränkungen der „Seebohm’schen Gesetze“ von 1953 verlor das Unternehmen Kaelble seine Marktnische für Lastkraftwagen im Transportgewerbe, da sich diese nun von den Kunden nicht mehr wirtschaftlich einsetzen ließen. Zwar wurden diese Restriktionen 1960 wieder aufgehoben bzw. abgemildert, jedoch waren inzwischen die meisten Stammkunden des Unternehmens zu anderen Herstellern gewechselt, die leichtere Modelle im Angebot hatten. Da Kaelble keine leichten Fahrzeuge im Programm hatte, mussten diese erst entwickelt werden. Mit dem 1962 fertiggestellten Frontlenker des Typs K652LF wollte das Unternehmen wieder auf dem LKW-Markt Fuß fassen. Allerdings kam das Fahrzeug zu spät auf den Markt, um noch erfolgreich zu sein, und es wurden bis einschließlich 1963 nur 42 Stück gebaut.
So entschloss man sich bei Kaelble, den normalen LKW-Bau 1963 einzustellen und sich fortan auf Sonderfahrzeuge und Schwerlastzugmaschinen zu konzentrieren. Nach der Einstellung der LKW-Produktion wurde von Kaelble eine völlige neue, kantig gestaltete Zugmaschinengeneration entwickelt und gebaut. Für die Carl Metz GmbH wurden zwei besondere Fahrzeuge gebaut. Als 1957 von der Carl Metz GmbH die höchste Drehleiter der Welt, die DL 60+2 gebaut wurde, war diese auf einem Kaelble-Dreiachser des Typs „KD680LF“ montiert. Das zweite Fahrzeug mit demselben Drehleitertyp war auf einer Kaelble „KDV400z“ nach Moskau geliefert worden. 1975 bekam die Firma Scheuerle von einer türkischen Elektrizitätsgesellschaft den Auftrag, ein Transportsystem für Transformatoren zu entwickeln. Die benötigten Zugmaschinen wurden von Kaelble gebaut; diese vierachsigen Zugmaschinen des Typs „K4VW615Z“ leisteten 615 PS und besaßen ein technisch mögliches Gesamtgewicht von 45.000 kg. Es wurden insgesamt bis 1984 acht Stück für diesen Auftrag gebaut.

## Krise und Niedergang

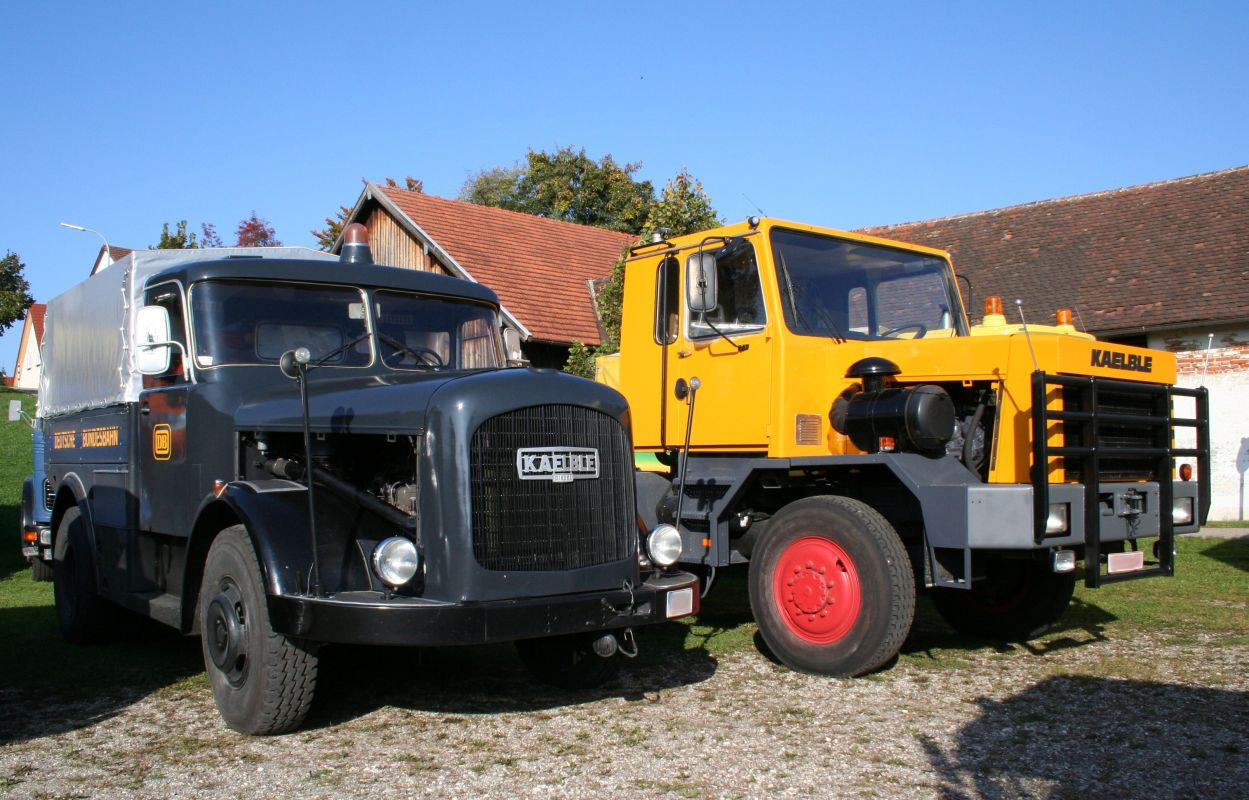
Vorne: Typ K632ZB/15, Bj. 1971
Hinten: Typ KD34S, Bj. 1984

1976 übernahm die Familie Schad, Teilgesellschafter der Kaelble GmbH, im Tausch ihrer Kaelble- und Gmeinder-Unternehmensanteile die Carl Metz GmbH. Um Kosten zu senken, musste Kaelble ab 1975 auf Motoren anderer Hersteller zurückgreifen. Dadurch wurde die Produktion eigener Motoren 1975 eingestellt. Ab 1974 verstärkte Kaelble sein Engagement in Arabien, da die Erschließung von immer neuen Ölvorkommen gute Geschäfte versprach. Dazu wurde mit einheimischen Partnern, der Familie Khoury, die Kaelble Middle East mit Sitz in Beirut gegründet. Über Kaelble Middle East entwickelte sich eine Verbindung zu Hassan Ishkal, einem Verwandten des libyschen Staatschefs Muammar al-Gaddafi. Dadurch konnte Kaelble 1977 einen Werkvertrag mit der libyschen Armee für über 250 schwere dreiachsige Zugmaschinen für Panzertransporter abschließen. Für diesen Auftrag wurden Frontlenker des Typs „KDVW400S“ und „KDVW500S“ gebaut. Die Tieflader wurden von der Scheuerle Fahrzeugfabrik geliefert. Dieser Auftrag war für Kaelble zu groß und führte zu einer Vernachlässigung der anderen Geschäftsbereiche. Die Folge waren Verluste von neuen Aufträgen und Marktanteilen. Die dadurch entstandenen finanziellen Probleme konnten nur durch den Verkauf von Gesellschafteranteilen an die libysche Investitionsgesellschaft Libyan Arab Foreign Investment Company (Lafico) gelöst werden. 1978 starb Artur Weimann-Kaelble. Mit seinem Tode endete die Geschäftsführung durch die Familie Kaelble. Ab 1979 übernahm die Lafico in mehreren Schritten immer weitere Gesellschafteranteile an der Kaelble GmbH und wurde 1983 schließlich Hauptgesellschafter. Durch den großen Einfluss der Lafico wurde der Libyer Ali Ben Ramadan 1983 Geschäftsführer. Im selben Jahr wurden die letzten Straßenwalzen ausgeliefert. 1984 wurde die Produktion von Straßenzugmaschinen vollkommen eingestellt. Ab diesem Zeitpunkt produzierte das Unternehmen fast nur noch Radlader und Muldenkipper und war damit vollkommen von der Baubranche abhängig, zum Beispiel von dem Great-Man-Made-River-Projekt in Libyen. Die Lafico hielt zum Schluss 97 % der Geschäftsanteile.
1985 war das Unternehmen so sehr in die Krise geraten, dass ein Sanierungskonzept beschlossen wurde. Die neue Geschäftsführung unter dem Schweden Olof N. E. Enmark stellte die Produktion von Planierraupen ein und verkaufte die Kaelble-Immobilien in der Innenstadt von Backnang. So wurde 1985 das alte Stammwerk in der Wilhelmstraße an die ANT Nachrichtentechnik verkauft. Andere Immobilien wie die Alte Lackiererei und die Fertigmacherei wurden an die Stadt Backnang veräußert. Durch die Absatzprobleme von Baufahrzeugen erfolgte 1986 die Fusion mit der Gmeinder GmbH zur Kaelble-Gmeinder GmbH. Die wirtschaftliche Krise verstärkte sich nach dem Anschlag von Lockerbie im Dezember 1988. Die westlichen Staaten verhängten nun ein Handelsembargo gegen Libyen, welches sich für Kaelble als verheerend erweisen sollte.  1991 verließ der als Sanierer bekannte Enmark das Unternehmen, sein Nachfolger wurde Heinz-Christian Mutz. Zu dieser Zeit hatte Kaelble nur noch 267 Angestellte in Backnang und 260 in Mosbach. Im Frühjahr 1995 hatte sich die wirtschaftliche Situation derart verschärft, dass eine Landesbürgschaft notwendig wurde, um die drohende Insolvenz noch abzuwenden.

## Insolvenz
Als Folge des Libyen-Embargos musste das Unternehmen 1996 Konkurs anmelden. Aus der Konkursmasse wurde der Gmeinder-Anteil verkauft; es entstand das Unternehmen Gmeinder Lokomotiv- und Maschinenfabrik GmbH, das den Lokomotiv- und Getriebebau fortführte. Aus dem Unternehmensbereich Reparaturen und Ersatzteile entstand 1997 die Kaelble Baumaschinen- und Reparaturgesellschaft mbH unter der Leitung von Werner Zick. 2002 musste diese Gesellschaft erneut Insolvenz anmelden. Später wurde das Unternehmen von der Terex Deutschland GmbH aufgekauft; es entstand die Terex-Kaelble mit Sitz in Backnang, produziert wurden Leistungsradlader. Mit Wirkung vom 17. August 2010 hat die Atlas Maschinen GmbH (Delmenhorst) als Teil des letzten Zusatzes zu der Transaktion mit der Terex Corporation alle gewerblichen Schutzrechte und Bestände des Kaelble-Loader-Geschäftes gekauft. Seit August 2012 ist die Firma wieder aktiv unter dem Dach der Atlas Maschinen GmbH, Ganderkesee. Allerdings wurde die Produktion nach Bulgarien ausgelagert und dort von der Bulgarian Industrial Group (BIG) fortgeführt. Zurzeit gibt es zwei Radlader und einen Atlas-Kompaktbagger im Produktionsprogramm.
In der ehemaligen Fabrikhalle in Backnang, der Kaelble-Halle in der Mühlstraße 13, ist heute eine Techniksammlung mit Exponaten aus der lokalen Industriegeschichte untergebracht. Die bis zuletzt auch zur Aufarbeitung von Gebrauchtmaschinen genutzte Produktionshalle am Stadtrand von Backnang an der Maubacher Straße fiel am 6. April 2006 einem Großbrand zum Opfer.

## Geschäftsführung
- 1894–1908: Gottfried Kaelble (* 1848; † 1911)
- 1908–1957: Carl Kaelble (* 1877; † 1957)
- 1957–1971: Hermann Kaelble jun. (* 1909; † 1957)
- 1971–1973: Hermann Ekert (* 1904; † 1973)
- 1973–1977: Artur Weimann-Kaelble († 1978)
- 1977–1981: Rudolf Zornow
- 1981–1982: Hubert Essinger
- 1983–1984: Ali Ben Ramadan
- 1985–1991: Olof N. E. Enmark
- 1991–1996: Heinz-Christian Mutz
- 1997–2002: Werner Zick[2]

## Firmierung
- 1895–1908: Maschinen- & Eisenkonstruktionswerkstätte G. Kaelble
- 1908–1931: Carl Kaelble OHG
- 1931–1985: Carl Kaelble GmbH
- 1985–1996: Kaelble-Gmeinder GmbH
- 1997–2002: Kaelble Baumaschinen- und Reparaturgesellschaft mbH

## Produktpalette
- Geländewagen (Prototyp)
- Bandsägen selbstfahrend
- Lastkraftwagen
- Feuerlöschfahrzeuge
- Notstromaggregate
- Bergbau-Spezialfahrzeuge
- Motoren
- Muldenkipper
- Planierraupen
- Radlader
- Sattelschlepper
- Schlepper
- Schlackentransporter
- Steinbrecher
- Straßenwalzen
- Schneefräsen
- Amphibienfahrzeuge
- Mülldeponiefahrzeuge
- Minenschnellräummittel
- Holzentrindungsmaschinen
- Zugmaschinen – Geländezugmaschinen, Industriezugmaschinen, Schwerlastzugmaschinen
- Kranfahrgestelle

## Zu besichtigende Kaelble-Zugmaschinen
- Eisenbahnmuseum Darmstadt-Kranichstein: verschiedene Straßenroller und eine Kaelble KV 633 ZB
- Eisenbahnmuseum Bochum-Dahlhausen: restaurierter Culemeyer-Straßenroller R40 und Kaelble KV 632 ZB/13
- Oldtimer Museum Rügen in Prora/Rügen: Straßenroller mit Kesselwagen und Kaelble K 633

## Bilder von Kaelble-Zugmaschinen

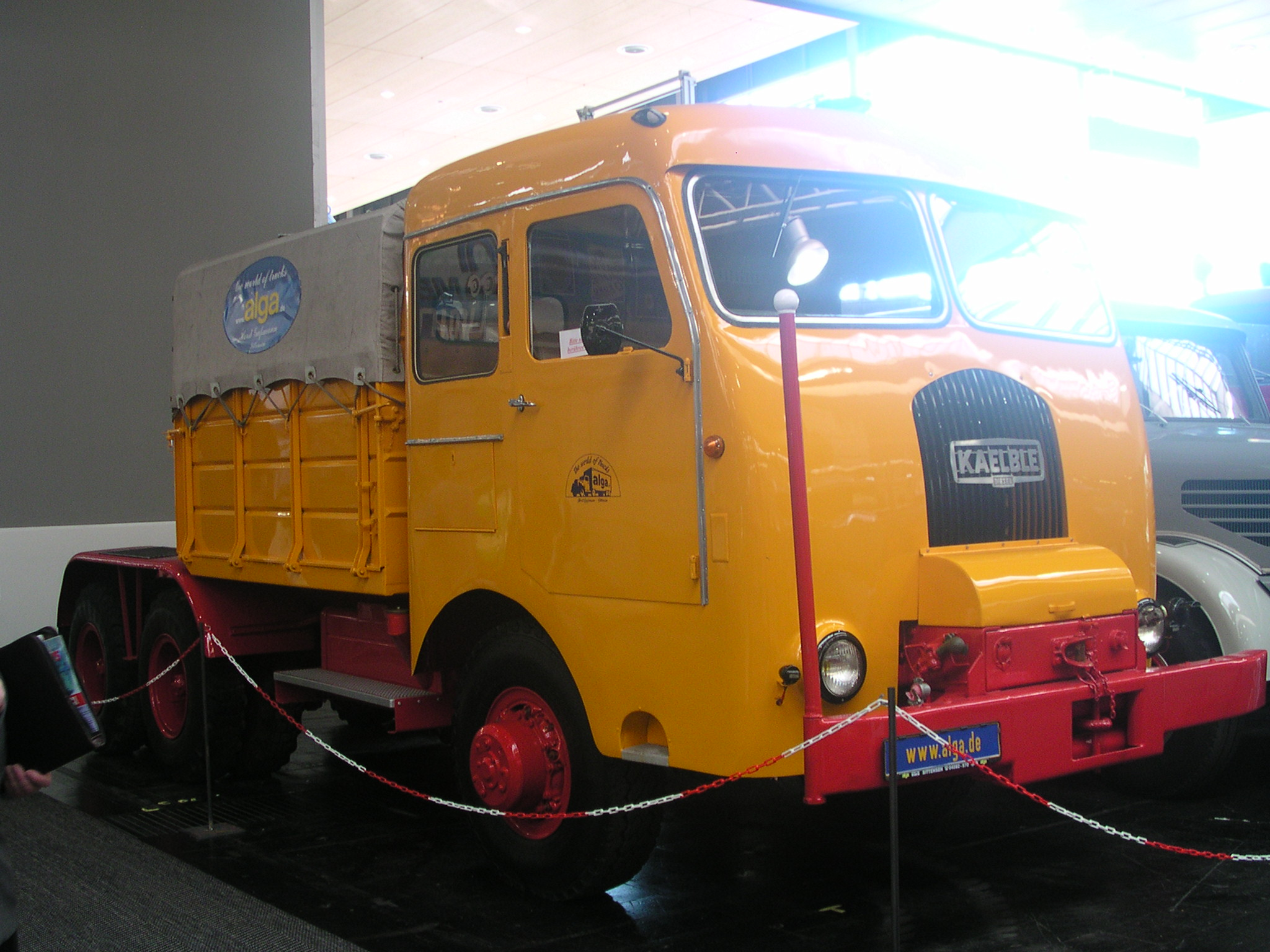
Dreiachs-Zugmaschine K 631 SF, 180 PS, Bj. 1951
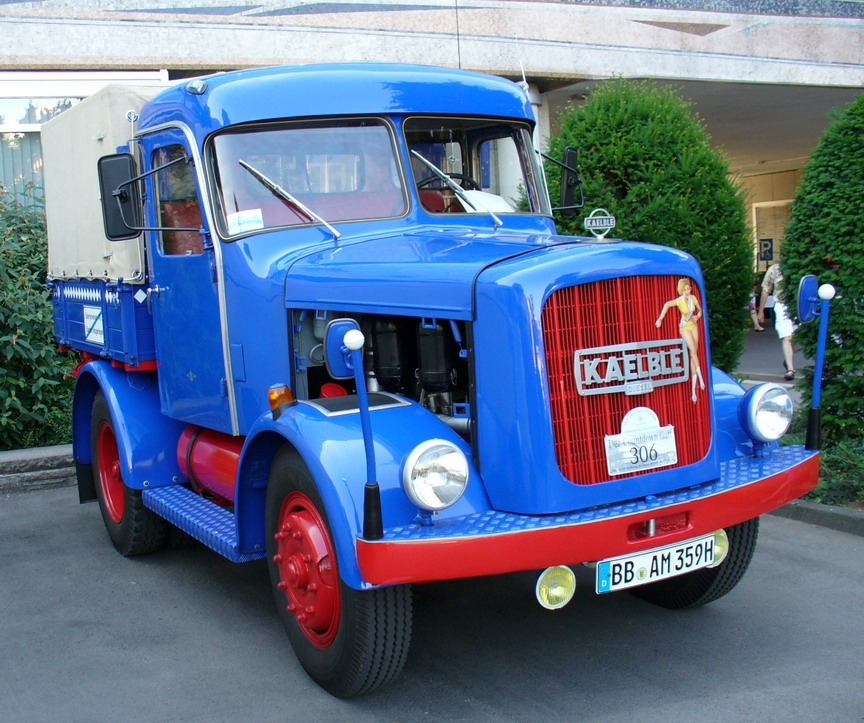
Kaelble-Zugmaschine K 415 Z, 95 PS, ab Bj. 1955
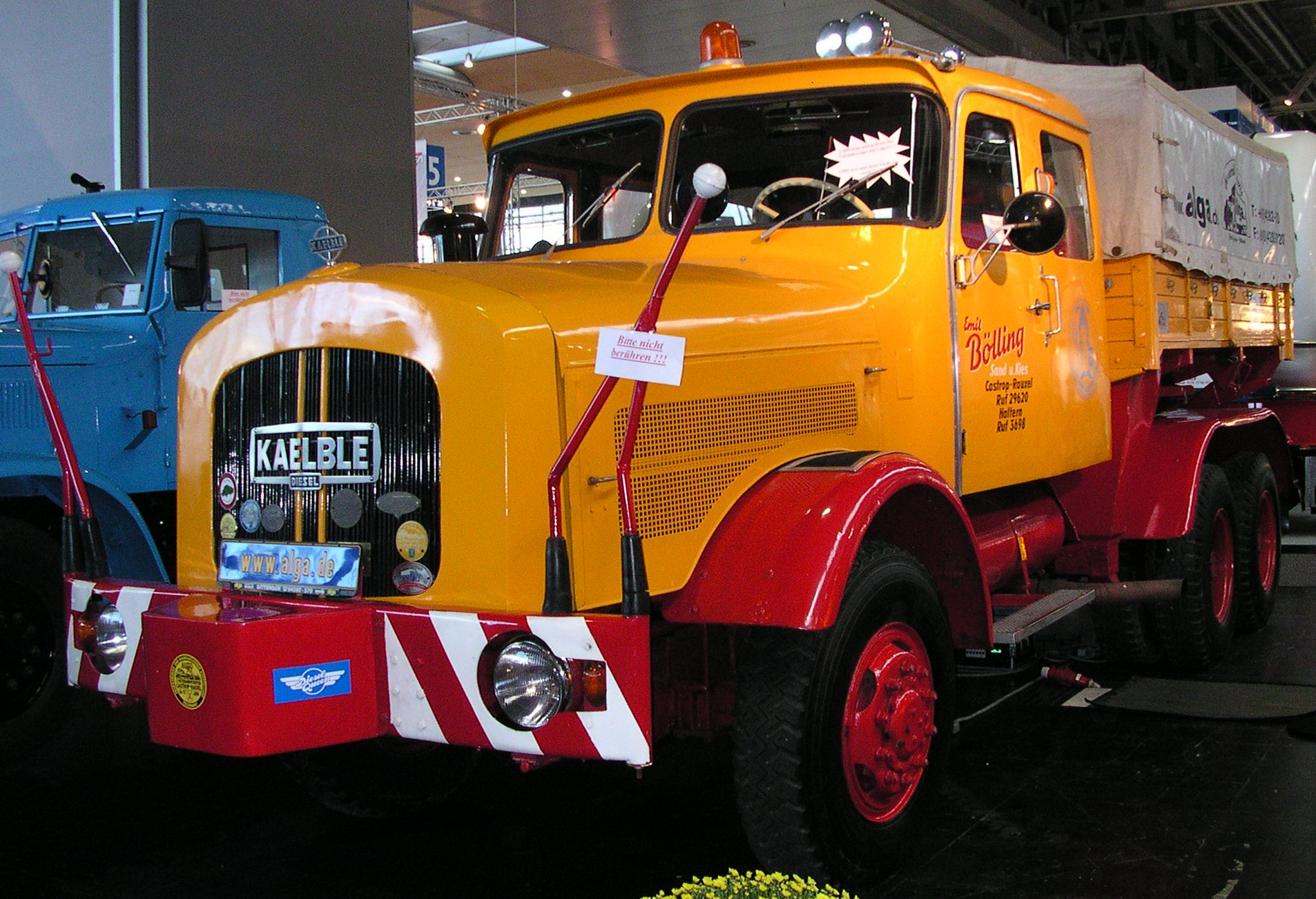
Kaelble-Zugmaschine KDV 12 E6, 192 PS, Bj. 1958
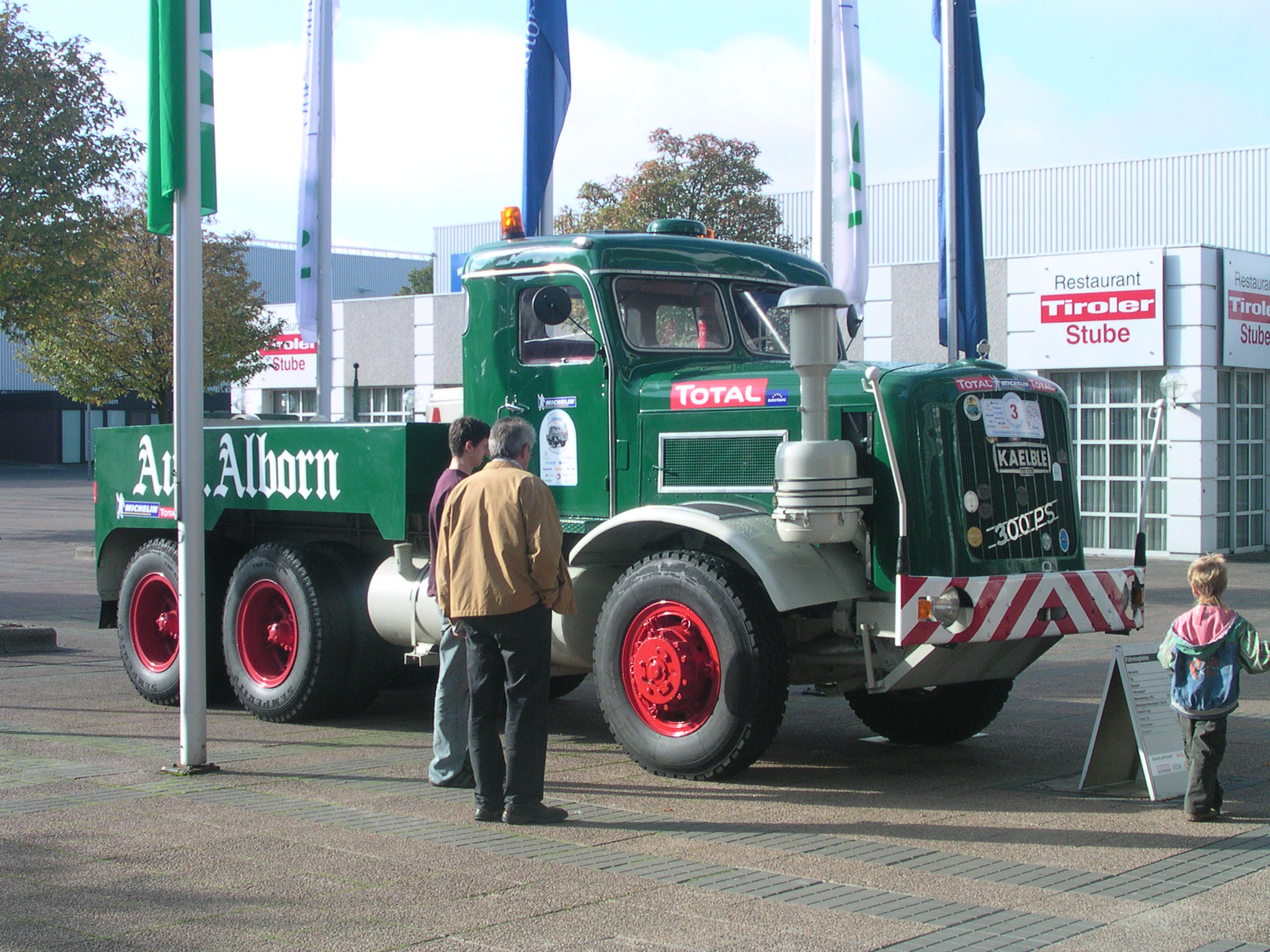
Kaelble-Zugmaschine KDV 22 S, 300 PS, Bj. 1962
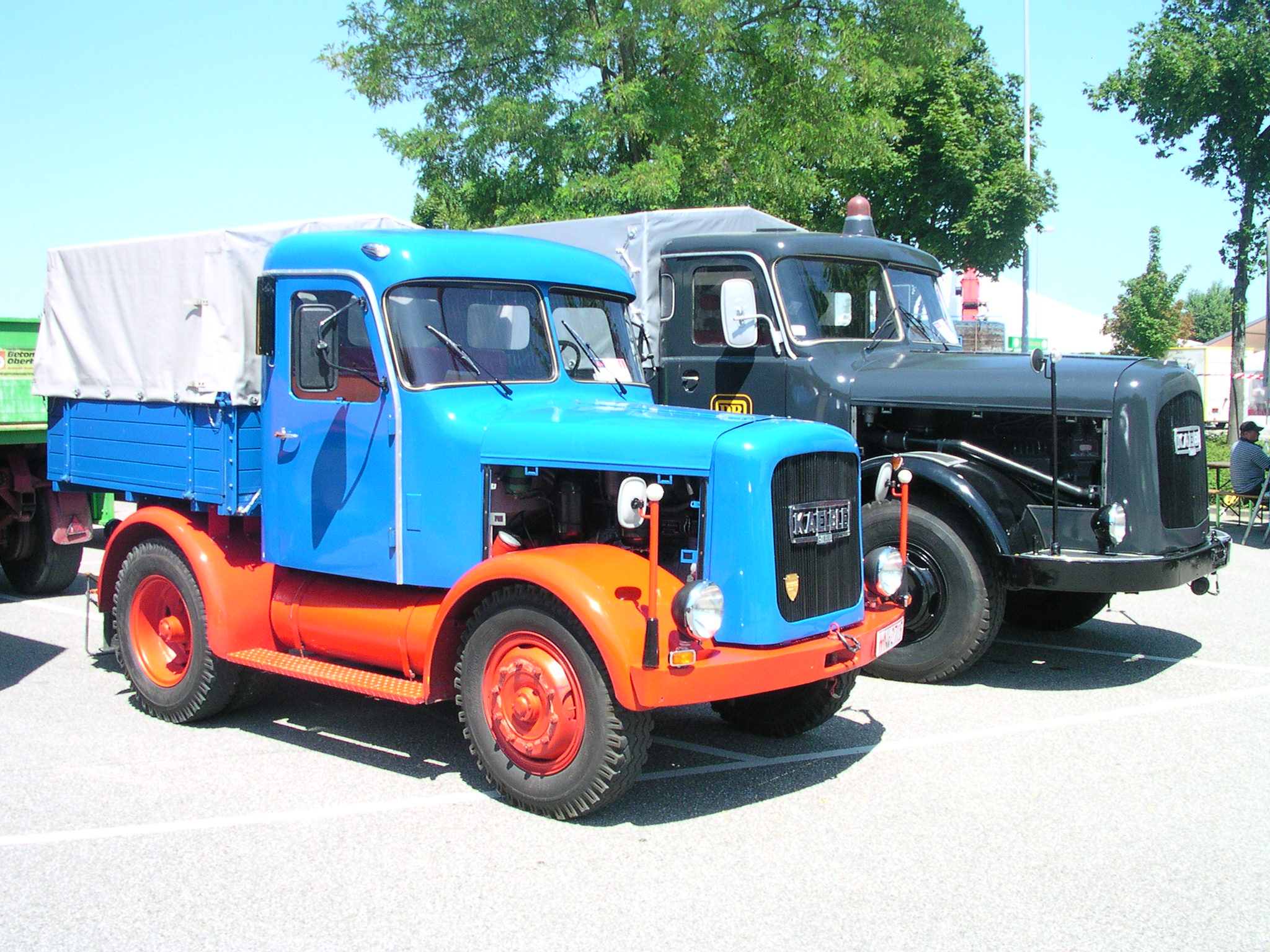
Vorne: Kaelble K 415 Z Hinten: Kaelble K 632 ZB 15
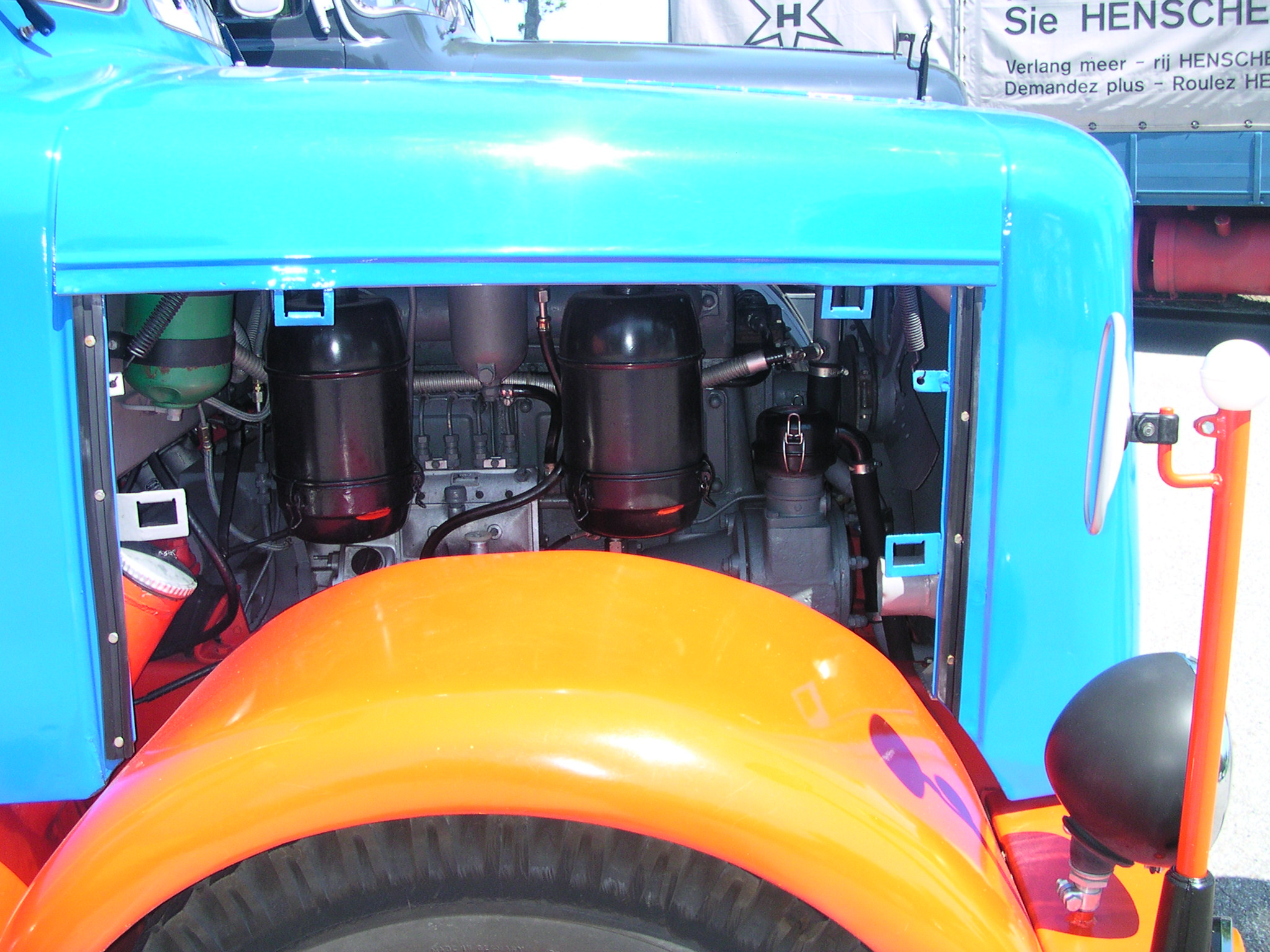
Motorraum der Kaelble-Zugmaschine K 415 Z
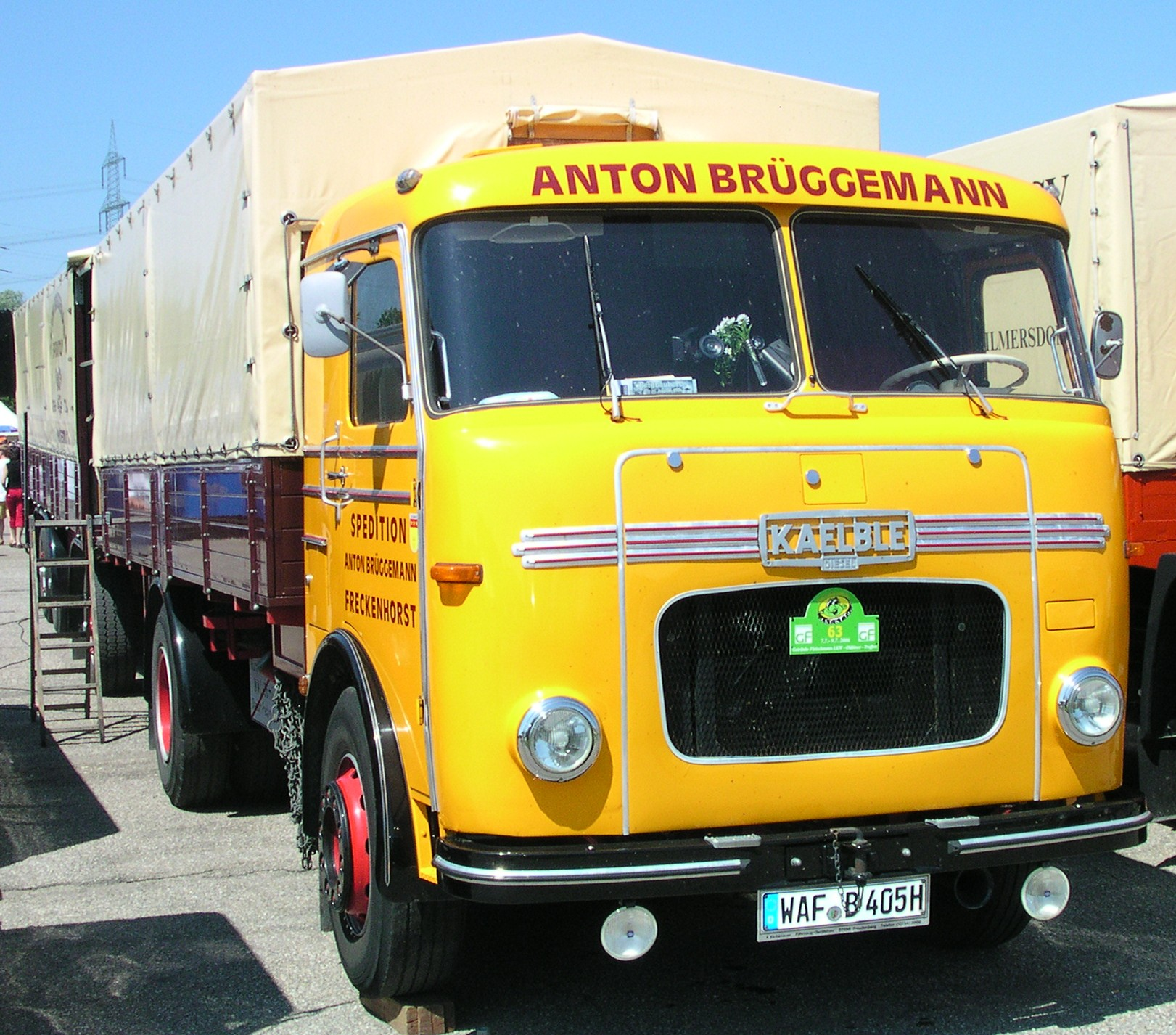
Letzter Kaelble-Frontlenker Typ: K 652 LF, 192 PS
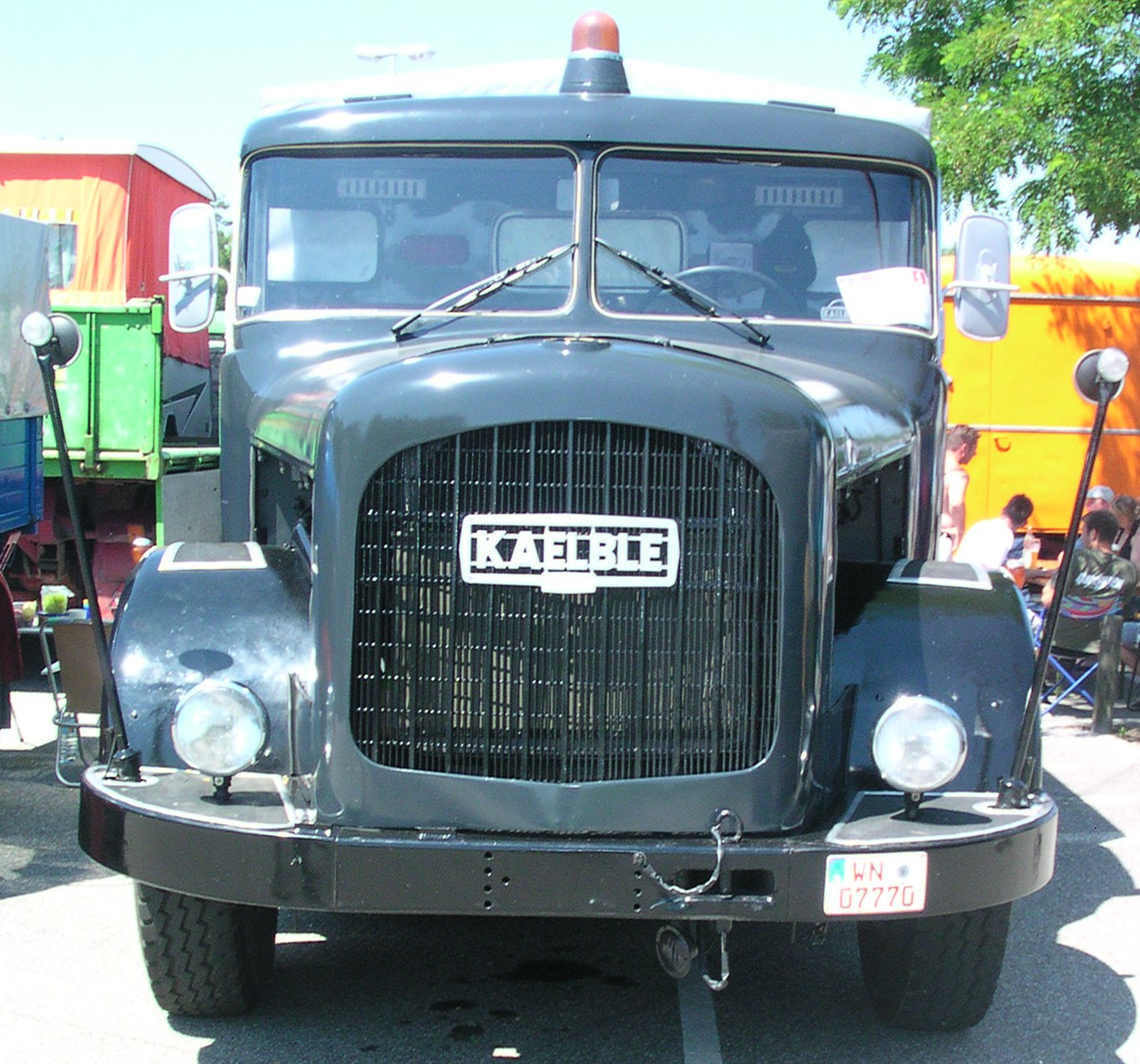
Kaelble-DB-Zugmaschine K 632 ZB 15, 270 PS, Bj. 1971